# Carl Günther Ruland
Carl Günther Ruland  (* 15. November 1874 in Weimar; † 1962) war ein deutscher Rechtsanwalt und CDU-Politiker in der DDR. Er gehörte zu den Mitbegründern der CDU in Leipzig und war Abgeordneter des Sächsischen Landtages und des Deutschen Volksrates. Er flüchtete 1950 in die Bundesrepublik Deutschland.

## Leben
Ruland wurde als Sohn des Geheimen Hofrates Carl Heinrich Ruland (1834–1907) geboren. Nach dem Abitur studierte er Jura in Genf, Leipzig und Straßburg. Das 1. Staatsexamen legte er 1899 im elsässischen Colmar ab, das 2. Staatsexamen bestand er nach seiner Referendarzeit im heimatlichen Jena mit Gut. Ab Dezember 1902 war Ruland als Gerichtsassessor im thüringischen Staatsdienst tätig. 1904 wurde er als Rechtsanwalt am Oberlandesgericht Jena zugelassen. Für den Kriegsdienst im Ersten Weltkrieg wurde Ruland als untauglich freigestellt. Kurz nach Gründung der Deutschnationalen Volkspartei (DNVP) trat Ruland im Dezember 1918 dieser Partei bei, deren Mitglied er bis zu ihrer Auflösung blieb.
Ab 1926 gehörte er dem thüringischen Landesjustizprüfungsamt als Mitglied an. Am 24. Dezember 1927 wurde Ruland als Rechtsanwalt am Reichsgericht zu Leipzig zugelassen, zu diesem Zeitpunkt gab es reichsweit nur ca. 20 solcher Rechtsanwälte. Dies ging in der Folge mit der Verlegung seines Kanzleisitzes nach Leipzig einher. Politisch vermied es Ruland in der Zeit des Nationalsozialismus, in die NSDAP einzutreten. Er war lediglich im NS-Rechtswahrerbund und der Nationalsozialistischen Volkswohlfahrt Mitglied. Anlässlich seines vierzigjährigen Dienstjubiläums in der Justiz bescheinigte ihm der Präsident des Reichsgerichtes 1939 eine einwandfreie politische Einstellung und bezeichnete Ruland als tüchtigen, charaktervollen und zuverlässigen Anwalt. Dennoch stand Ruland seit 1938 in engem Kontakt zur Widerstandsgruppe um Carl Goerdeler, ohne dass ihm dabei während der NS-Zeit Unannehmlichkeiten entstanden.
Nach der Befreiung Leipzigs durch die Amerikaner war zunächst jegliche politische Betätigung verboten, anders als in den sowjetisch besetzten Gebieten. Während dadurch bereits am 15. Juni 1945 durch Ludwig Kirsch in Chemnitz mit der CVP und in Dresden am 8. Juli durch einen Kreis um Friedrich Koring die CSV gegründet wurde, kam es in Leipzig erst nach der sowjetischen Besetzung zu ersten Überlegungen, eine christlich-soziale Partei zu gründen. In Leipzig nannte sich die zu gründende Partei zunächst Demokratische Partei Deutschlands (DPD), deren Gründungsaufruf von dem Historiker Karl Buchheim stammte. Unterschrieben wurde dieser Aufruf vom 14. Juli 1945 neben Buchheim auch von Carl Günther Ruland und Paul Nowak aus dem eher konfessionellen Lager sowie den vier ehemaligen liberalen Regionalpolitikern Richard Pudor, Hans Reif, Hans Müller-Bernhardt und Wilhelm von Stoltzenberg. Allerdings wurde dieser Aufruf und der weitere Parteiaufbau von den sowjetischen Behörden verboten, da sie nur die in Berlin gegründeten bürgerlichen Parteien LDP und CDU als einzige zonenweit zuließen und sich regionale Parteigründungen einer von beiden Parteien anschließen mussten.
Als ersichtlich wurde, dass die meisten DPD-Gründer sich der LDP anzuschließen gedachten, erklärten Buchheim und Ruland ihren Austritt und initiierten in Rulands Wohnung am 4. August 1945 eine Gründungssitzung der Leipziger CDU. An dieser Gründungssitzung nahmen neben Ruland Pater Aurelius Arkenau, Paul Nowak, Georg Schneider, Heinz Lohmann, Otto Gallus, Erika Hippler, Josef Rambo, Karl Buchheim und Anneliese Weisbender teil. Trotz der überwiegend katholischen Gründungsmitglieder wurde mit Ruland ein Protestant zum Vorsitzenden der Leipziger CDU gewählt. Dies geschah auch deshalb, um nicht den Eindruck einer Neugründung der Zentrumspartei zu erwecken. Zudem war der Leipziger Raum eher evangelisch geprägt.
Nach der Registrierung der Leipziger CDU am 24. August 1945 agierte Ruland offiziell als Vorsitzender des Leipziger Kreisverbandes der CDU, der auch diskussionslos den Führungsanspruch des Landesverbandes in Dresden unter Hugo Hickmann anerkannte. In der Folge trat Ruland anders als Kirsch oder Hickmann parteipolitisch eher zurückhaltend auf. Dennoch führte er den Leipziger Kreisverband durch seine Anpassungsfähigkeit kontinuierlich bis ins Frühjahr 1950 an.
Bei den Landtagswahlen im Oktober 1946 wurde er als Abgeordneter in den Sächsischen Landtag gewählt, in dem er Alterspräsident war. Zudem war ab 1946 wieder in der Justiz, zunächst als Hilfsrichter, dann als Landgerichtsrat und letztlich als Direktor des Landgerichtes Leipzig tätig. Ab 1946 gehörte er dem erweiterten Zonenvorstand der CDU an, in dem er ab 1949 im mittlerweile in Hauptvorstand umbenannten Führungskreis die Abteilung Justiz leitete. 1948 wurde er vom Sächsischen Landtag zum Präsidenten des Dresdner Oberlandesgerichtes ernannt, in Ermangelung von geeignetem juristischem Personal kam man trotz seiner CDU-Mitgliedschaft nicht an Ruland vorbei.
Darüber hinaus entsandte ihn die CDU als Abgeordneten in den 1. Deutschen Volksrat. Diese Abgeordnetentätigkeit setzte er im 2. Deutschen Volksrat und der Provisorischen Volkskammer fort. Anders als normal in der Gewaltenteilung üblich, gehörte Ruland somit der Legislative und der Judikative an. Im Februar 1950 geriet Ruland jedoch in den Sog der Ereignisse um Hugo Hickmann, der Ende Januar wegen seiner SED-kritischen Haltung aus seinen Parteiämtern gedrängt wurde. Infolge seiner Solidarität zu Hickmann legte Ruland unter zunehmendem Druck am 5. Februar 1950 sein Parteiamt als Leipziger CDU-Kreisvorsitzender nieder.  Auf der 10. Tagung der Provisorischen Volkskammer am 8. Februar legte er überdies sein Volkskammermandat nieder. Wenig später erfolgte auch die Niederlegung seines Landtagsmandates Schlussendlich schloss der CDU-Landesvorstand Sachsen im Rahmen einer größeren Parteisäuberung Anfang Juni neben Ruland auch Hugo Hickmann und den ehemaligen Landtagsabgeordneten Arno Häntzschel aus der CDU aus.
Daraufhin floh Ruland mit seinem Hausrat über West-Berlin ins westfälische Münster. Dort erhielt er im Alter von 76 Jahren per Kabinettsbeschluss der nordrhein-westfälischen Landesregierung vom 12. Juni 1950 eine einjährige Anstellung als außerplanmäßiger Verwaltungsrichter am Landesverwaltungsgericht Münster. Danach war er dort noch für einige Zeit als wissenschaftlicher Mitarbeiter tätig.